# Францишкув (гміна Хинув)
Францишкув (пол. Franciszków) — село в Польщі, у гміні Хинув Груєцького повіту Мазовецького воєводства.
Населення — 49 осіб (2011).
У 1975-1998 роках село належало до Радомського воєводства.

## Демографія
Демографічна структура станом на 31 березня 2011 року:
|          | Загалом | Допрацездатний вік | Працездатний вік | Постпрацездатний вік |
| -------- | ------- | ------------------ | ---------------- | -------------------- |
| Чоловіки | 27      | 10                 | 14               | 3                    |
| Жінки    | 22      | 6                  | 13               | 3                    |
| Разом    | 49      | 16                 | 27               | 6                    |